# Carl Hintze
Carl Hintze, född 17 augusti 1851 i Breslau, död där 28 december 1916, var en tysk mineralog.
Hintze var vid universitetet i Breslau elev till Ferdinand von Roemer, och efterträdde 1886 honom som professor i kristallografi och mineralogi, en befattning han behöll fram till sin död. Hans viktigaste verk var utgivningen av Handbuch der Mineralogie, en omfattande handbok vilken började utges 1889 och vid hans bortgång ännu ej var avslutad. 